# اوگوستنکا
اوگوستنکا (به لهستانی:  Augustynka) یک روستا در لهستان است که در گمینا نوژتس-ستاتسیا واقع شده‌است.